# Реген (Штат)
Реген (њем. Regen) град је у њемачкој савезној држави Баварска. Једно је од 24 општинска средишта округа Реген. Према процјени из 2010. у граду је живјело 11.842 становника. Посједује регионалну шифру (AGS) 9276138.

## Географски и демографски подаци
Реген се налази у савезној држави Баварска у округу Реген. Град се налази на надморској висини од 532 метра. Површина општине износи 65,1 km². У самом граду је, према процјени из 2010. године, живјело 11.842 становника. Просјечна густина становништва износи 182 становника/km².

## Међународна сарадња
| Мјесто | Држава    | Врста сарадње | Од    |
| ------ | --------- | ------------- | ----- |
|        | Француска | партнерство   | 1982. |
|        | Чешка     | контакт       | 1990. |
| Извор  |           |               |       |